# Frühlingsfest Hannover
Das Frühlingsfest Hannover ist ein Volksfest in Hannover, das seit 1954 alljährlich drei Wochen lang im März, im April oder im Mai auf dem Schützenplatz Hannover stattfindet. 2023 wurde es von über 650.000 Menschen besucht und ist damit Niedersachsens größtes Frühlingsfest. Wie auch das Oktoberfest Hannover wird das Frühlingsfest von der „Arbeitsgemeinschaft für Volksfeste Hannover“ und von der "FTE Ahrend" veranstaltet und hat mit dem Schützenfest Hannover nichts zu tun.

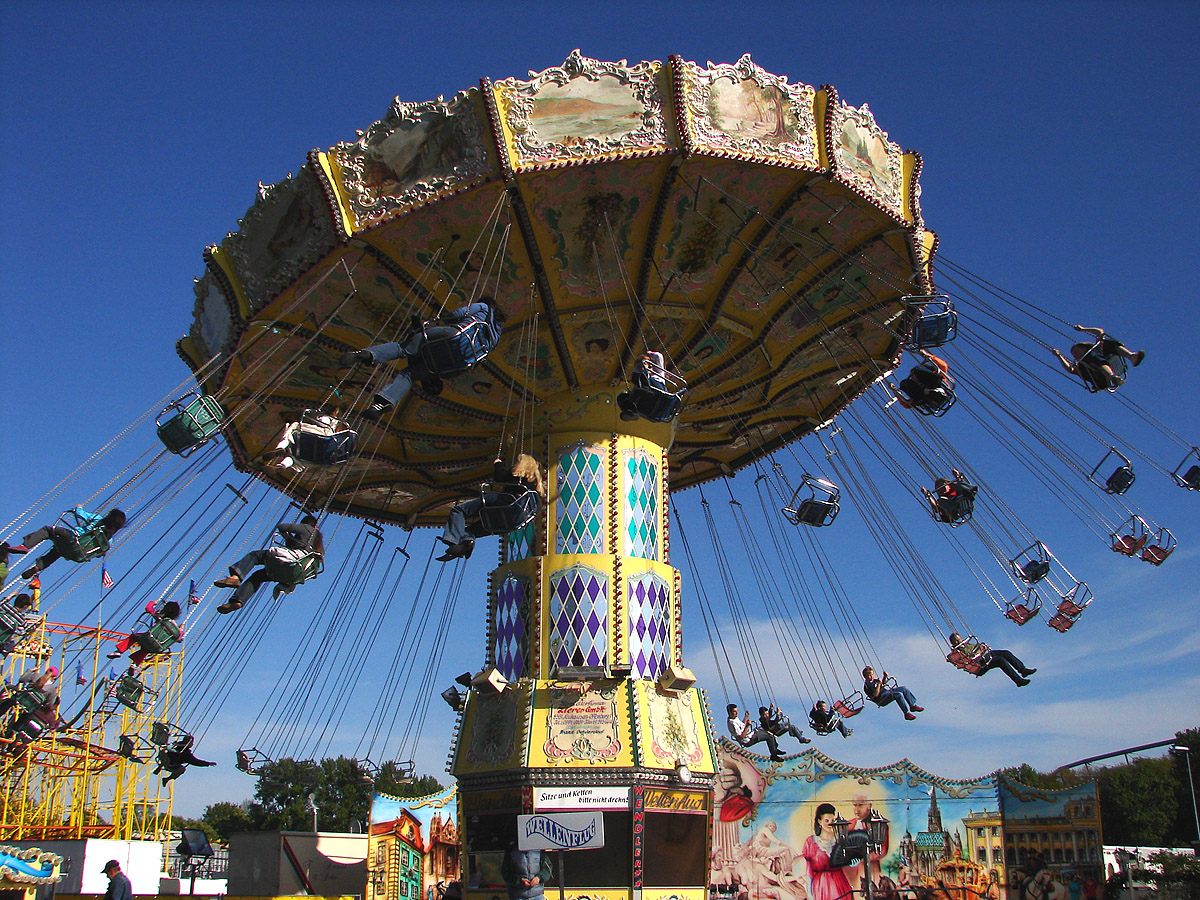
Wellenflug-Karussell auf dem Frühlingsfest Hannover 2007

## Festplatz
Beim Frühlingsfest befinden sich auf dem Schützenplatz als Veranstaltungsort über 30 Fahr- und Laufgeschäfte und ein großes Festzelt. Der Zutritt zum Frühlingsfest erfolgt durch fünf große Tore:
- Brauer-Tor
- Gilde-Tor
- Herrenhäuser-Tor
- Schausteller-Tor
- Hannöversch-Tor

## Ablauf des Frühlingsfestes
Das Frühlingsfest beginnt am Samstag vor Ostersonntag und läuft drei Wochen lang. Jeden Mittwoch wird der Familientag veranstaltet, an dem es meistens Ermäßigungen bis zu 50 % gibt. Zum Familientagsprogramm zählen das Kinderschminken, der Kinderflohmarkt und das Kasperletheater. Freitags wird ein Höhenfeuerwerk veranstaltet, und an jeweils einem Festtag gibt es eine Backstage-Tour über den Festplatz und das Herrenhäuser Skatturnier. 2015 wurde auf dem Frühlingsfest die Niedersächsische eSkate-Meisterschaft veranstaltet.

## Gastronomie
Auf dem Festplatz befinden sich eine große Festhalle, drei kleinere Zeltanlagen und mehrere Buden, Stände und kleine Biergärten. Die Festhalle hat eine Kapazität von etwa 1.500 Personen. Auf dem Festgelände werden vor allem die traditionellen Hannoverschen Biere Gilde und Herrenhäuser ausgeschenkt. Die Festzelte:
- Festhalle Ahrend: Diskozelt mit Charts und Hit-Klassikern
- Kleine Festzelte: Tino's Bierpub, Tiroler Dorf und Vorlops Spezialitäten-Grill

## Attraktionen

### Stamm-Fahrgeschäfte
Achterbahn
Auf dem Frühlingsfest befinden sich mindestens zwei Achterbahnen. Seit Jahrzehnten steht die Achterbahn Rock & Roller Coaster (bis 2010 Die wilden 50er und bis 1997 Super-8-Bahn) fast jährlich auf dem Fest. Anfang der 2000er war neben dieser Bahn überwiegend die Katz & Maus ebenso vertreten. Im Jahr 2008 hatte die High Explosive ihre Comeback-Premiere. 2014 feierte die Familienachterbahn Crazy Jungle ebenfalls ihre Premiere auf dem Frühlingsfest. Ansonsten standen auch Bahnen wie Münchner Bahn, Alpen-Coaster, Anthonys Abenteuer, Berg & Tal Achterbahn, Black Hole, Crazy Mouse, Euro Coaster, Feuer + Eis, Karibik Coaster, Katz & Maus, Mexico City, Speedy oder Willy der Wurm auf dem Frühlingsfest.
Autoscooter
Zwischen 2009 und 2016 standen auf dem Frühlingsfest jedes Jahr drei Autoscooter. Seitdem stehen dort vier, darunter zählen der Cadillac, der Drive In, die Music Hall, und der Top In.
Breakdance
Bis auf die Jahre 2004 und 2014 steht dieser Fahrgeschäftstyp regelmäßig auf dem Frühlingsfest.
Geisterbahn
Zu den häufigsten Vertretern gehören Die große Geisterbahn (heute: Geister-Schloss) sowie Schloss Dracula (heute: Die große Geisterbahn). Ansonsten standen auch die Geisterhöhle, die Geisterstadt, das Geisterdorf, das Scary House, das Spukschloss oder Zombie auf dem Frühlingsfest.
Musik Express
Jährlich steht auf dem Frühlingsfest die Heisse Räder, welches ein Unikat des Typs vom Musik Express ist. Zwischen 2014 und 2016 sowie 2021, 2022, 2024 und 2025 standen zwei solcher Fahrgeschäfte auf dem Fest.
Nightstyle
Bis auf die Jahre 2014 und 2016 steht dieser Fahrgeschäftstyp regelmäßig auf dem Frühlingsfest.
Riesenrad
Bis 2022 stand auf dem Frühlingsfest das knapp 50 Meter hohe "Das große Riesenrad" mit 36 Gondeln und einer Kapazität von 216 Personen. 2023 und 2025 stand das ähnlich große Riesenrad Mon Amour auf dem Frühlingsfest.
Schlittenfahrt
Ebenso ist jährlich ein solcher Fahrgeschäftstyp auf dem Frühlingsfest vertreten. Mehrfach stand die Petersburger Schlittenfahrt auf dem Fest und im Jahr 2011 stand zum ersten Mal der American Swing auf dem Frühlingsfest.
Simulator
Fast jedes Jahr gibt es auf dem Frühlingsfest einen Simulator. Am häufigsten steht die U-3000 sowie der Adventure Shuttle auf dem Fest. 2012 war erstmals der Time Visitor auf dem Fest vertreten, 2014 der Fantastical Trip, 2017 und 2023 sowie 2024 das 7-D-Kino und 2019 der "360Grad Adventure Simulator".
Wellenflug
Auf dem Frühlingsfest ist jährlich ein Wellenflug vertreten, das 48 Plätze bereitstellt.
Wildwasserbahn
Bis auf die Jahre 2009, 2010, 2017, 2019 und 2023 steht regelmäßig eine Wildwasserbahn auf dem Frühlingsfest. Am häufigsten sind Auf Manitus Spuren oder die Poseidon vertreten. 2018 stand zum ersten Mal die "große Wasserbahn" auf dem Fest und 2021 stand zum ersten Mal die Raftingbahn "Atlantis-Rafting" auf dem Fest. Der Piraten-Fluss war 2022 und Rio Rapidos war 2024 und 2025 zu Gast.

### Weitere Attraktionen
Seit dem Jahre 2000 waren, neben den Stammgästen, unter anderem folgende Fahr-, Schau- und Belustigungsgeschäfte auf dem Frühlingsfest Hannover vertreten:
| - Action World - Après-Ski Party - Air Crash - Air Race - Amazonas - Aqua Velis - Atlantis - Auf der Reeperbahn - Avenger - Beach Jumper - Big Ben Tower - Big Spin - Booster - Chaos Airport - Commander - Crazy Island - Crazy Machine - Crazy Outback - Das Aqua-Labyrinth - Das Funschiff - Das Omen - Devil Rock - Die Chaosfabrik - Domino - Dschungel Camp - Flipper (seit 2023: Steamer) - Flying Swing - Fly Over - Free Style - Frisbee - Fuzzys Lachsaloon - G-Force - Gaudi-Hütt'n | - Geheimnis des Maya-Tempels - Geisterhaus - Ghost - Ghost Rider - Hangover - The Tower - Happy Family - Heroes - Hip Hop Fly - Hip Hop Jumper - Hounted House - House of Horror - Hully Gully - Hupferl - Jekyll & Hyde - Jura World - Kaleidoskop - Kick Down - Kristall-Grotte - Krumm & Schiefbau - Live Boxen - Looping the Loop - Mach 1 - Mäusecircus - Magic - Magic House - Mondlift - Monza-Piste - Mr. Gravity - Mystery - Newcomer - No Limit - Octopussy - Omni | - Panic Room - Piratenrutsche - Pirates Adventure - Remmi Demmi - Rock & Roll - Rocket - Rund um den Tegernsee - Rund um die Welt - Rutschn - Salto Mortale - Schunkler - Shake and Roll - Shaker - Sling Shot - Street Fighter - Super Marci World - Super Rutsche - Take Off - Techno Power - Time Factory - Top Scan - Top Spin 2 - Turbo Force - Twister - Villa Wahnsinn - Viva Cuba - Voodoo Jumper - Vortex - Waterworld - X-Factor - XXL Höhenrausch - 1001 Nacht |

## Sonstiges
Am 12. März 2020 wurde das Frühlingsfest 2020 aufgrund der Corona-Krise abgesagt. 2021 findet das Frühlingsfest auf Grund der Corona-Krise zu einem späteren Termin (Juni/Juli) für vier Wochen als temporärer Freizeitpark unter dem Namen "Hanno Park" statt. 2022 findet das Frühlingsfest wieder am gewohnten Termin statt, allerdings auf Grund der Corona-Krise etwas verkleinert und wieder unter dem Namen "Hanno-Park".